# 綠色左翼
綠色左翼一词主要指结合綠色政治與左翼政治元素的政治派别。綠色左翼主要是一种以社會正義與人权为导向的意识形态，並將之扩展至其他物种的权利。綠色左翼政黨常被试图将其环境目标与资本主义框架相协调的中左翼綠黨与持反女性主義立場的中右翼绿党相比較。
绿色左翼政党的例子包括荷兰的綠色左派、美国绿党、冰岛的左翼運動—綠色候選人與奥特亚罗瓦新西兰绿党。
信奉社会主义或马克思主义原则的组织亦有使用“绿色左翼”一词，但此類组织對环境保护的强调勝於對以前的社会主义與共产主义的强调。